# Arvicanthis niloticus
Arvicanthis niloticus är en däggdjursart som först beskrevs av Anselme Gaëtan Desmarest 1822.  Enligt Wilson & Reeder (2005) och IUCN beskrevs arten av É. Geoffroy 1803. Arvicanthis niloticus ingår i släktet gräsråttor, och familjen råttdjur. IUCN kategoriserar arten globalt som livskraftig. Inga underarter finns listade i Catalogue of Life.

## Utseende
Arten når en kroppslängd (huvud och bål) av 106 till 204 mm, en svanslängd av cirka 100 m och en vikt mellan 50 och 183 g. Honor är allmänt lite lättare än hanar. Pälsfärgen varierar mellan olika populationer och ofta förväxlas Arvicanthis niloticus med andra arter av samma släkte. Håren på ovansidan är nära huden mörkbrun till svart, i mitten rödbrun till gulbrun och vid spetsen åter svart. Pälsen har därför ett prickigt utseende. Undersidan är allmänt ljusare. Huvudet kännetecknas av stora runda öron som är glest täcka med hår. De fina håren på svansen är nästan osynliga. På artens framtänder finns inga rännor.

## Utbredning och habitat
Detta råttdjur förekommer i flera från varandra skilda områden i Afrika. Den största populationen finns i Sahelzonen. Arten når antagligen så långt söderut som Zambia. I bergstrakter når Arvicanthis niloticus upp till 1600 meter över havet. Habitatet utgörs av savanner och andra gräsmarker samt buskskogar. Djuret uppsöker även jordbruksmark och platser nära byar.

## Ekologi
Det är inte utrett vilka dagstider arten föredrar. Olika studier hade olika resultat. Arvicanthis niloticus skapar komplexa underjordiska bon som ligger upp till 20 cm under markytan. Individerna gör dessutom stigar genom att trampa ner växtligheten eller genom att bita av stjälkar och gräs. Denna gnagare äter olika växtdelar som blad, örter, frön, bark och grönsaker. Födan kompletteras med några ryggradslösa djur.
Enligt en studie från Tanzania bildas flockar med cirka tre hanar och tre honor samt deras ungar. Ibland förekommer grupper med endast honor eller endast hanar. Vanligen lämnar hanarna sin ursprungliga flock när de blir könsmogna.
Honor kan ha flera kullar per år. Bara under den torra årstiden sker ingen parning. Efter 18 till 25 dagar dräktighet föds upp till 12 ungar per kull (oftast 5). Ungarna väger vid födelsen 3 till 6 g och de diar sin mor ungefär tre veckor. Tre till fyra månader efter födelsen blir ungarna könsmogna.
Arten har flera naturliga fiender som ugglor, falkfåglar, större ormar och rovdjur. Uppskattningsvis lever de flesta vilda individer 10 månader. I fångenskap kan Arvicanthis niloticus leva ett eller två år. Den äldsta kända individen levde 6 år och 8 månader.